# Фатимиюн
Лива Фатими(й)юн (араб. لواء الفاطميون‎, перс. لشکر فاطمیون‎, также Бригады Фатими(й)юн, Дивизия Фатими(й)юн, Фатимиды) — афганская шиитская организация, образованная в 2014 году для борьбы с боевиками сирийской оппозиции и «Исламским государством». Финансируется, обучается и оснащается Корпусом стражей исламской революции.
По утверждению бойцов Фатимиюн, изначально формирование было создано для того, чтобы охранять святыню Зайнаб бинт Али, дочери Али ибн Абу Талиба и Фатимы — младшей дочери пророка Мухаммеда, именем которой названо формирование. Организация отрицает прямую причастность правительства Ирана к своей деятельности. В настоящее время она насчитывает более 20 тысяч бойцов.
Первоначально в рядах Фатимиюн воевали и выходцы из Пакистана, но позднее из них было создано отдельное формирование Зайнабиюн.
Одним из первых командиров организации был Али Реза Тавассоли. Погиб в провинции Даръа, к югу от Дамаска, 28 февраля 2015 года, во время боя с Джебхат ан-Нусрой. Похоронен в Мешхеде.
Второй основатель Лива Фатимиюн Мостафа Садрзаде убит в октябре 2015 года в провинции Алеппо в боях с ИГ.